# Sesbania grandiflora
Агаті, каре (Sesbania grandiflora (L.) Poir.) — вид дерев з родини Сесбанія (Sesbania).

## Будова

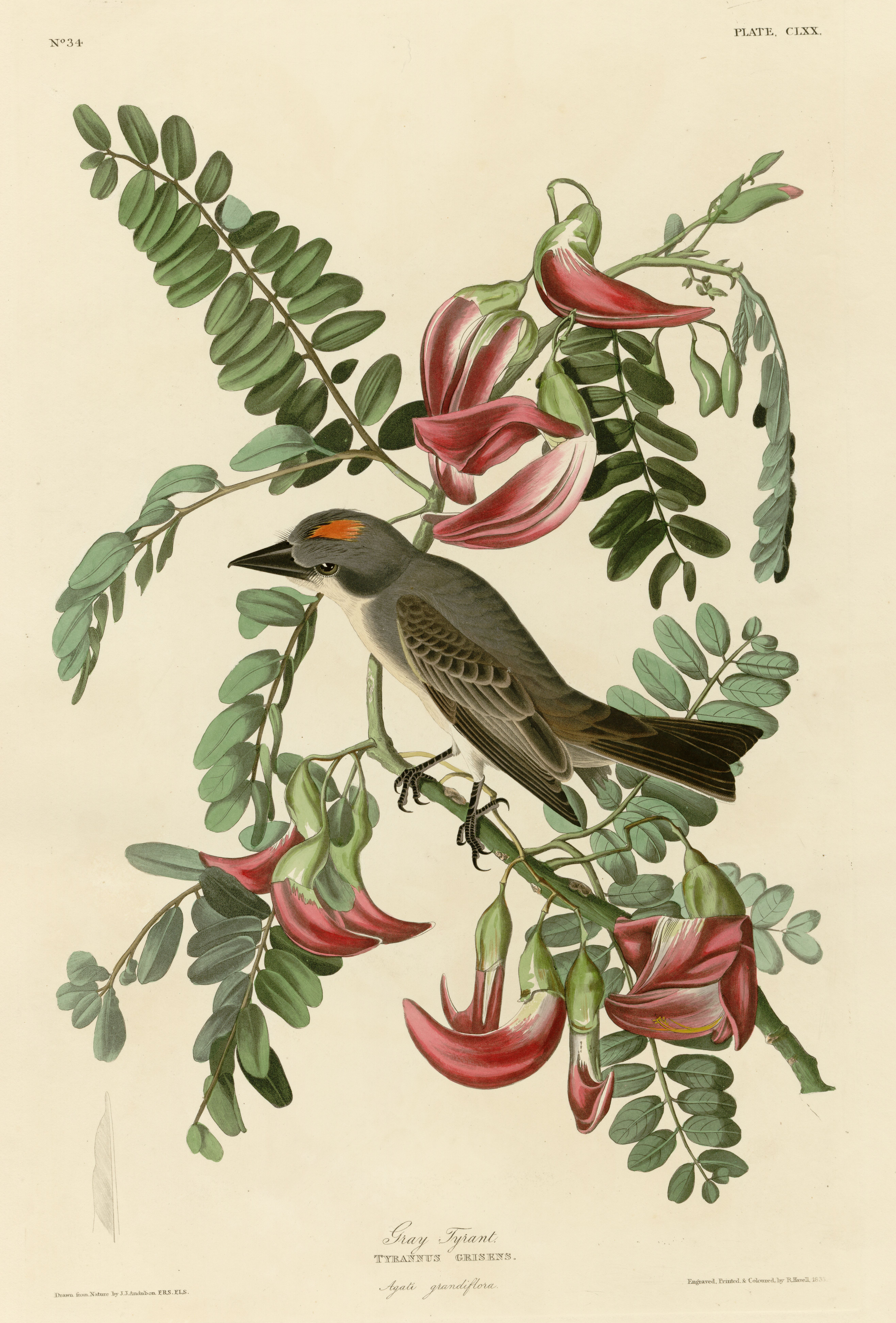
Ілюстрація рожевої агаті з книги Джон Джеймс Одюбона «Птахи Америки»

Розгалужене дерево 8 — 15 метрів заввишки. Стовбур досягає 30 см у діаметрі. Додаткове плаваюче коріння розвивається при затоплені дерева. Листя складне парноперисте містить 12-20 пар продовгувастих овальних листочків. Листя росте лише на кінцях гілок. Перед опаданням жовтіють.
Великі (до 10 см завдовжки) квіти групами по 2-5 звисають з основи листків. Зустрічаються білі, рожеві та червоні сорти агаті. Стручки вузькі, плоскі та довгі (до 50 см.) звисають з гілок перед відкриттям. Насіння схоже на червонясто-коричневі квасолини

## Життєвий цикл
Зрілості дерово досягає після 9 місяців життя. Запилюється птахами. Насіння визріває за 40 днів. Тривалість життя близько 20 років.

## Поширення та середовище існування
Рослина поширена в Австралії, Індії, Малайзії, Таїланді, М'янмі та Філіппінах. Гарно адаптується у спекотному та вологому кліматі. Чутлива до низьких температур (відмирає при температурі нижче +10 °C). Може витримувати затоплення. При затоленні виростає додаткове плаваюче коріння. Зустрічається у рисових полях, обабіч дорог.

## Практичне використання
Листя, насіння, стручки та квіти агаті їстівні. Найчастіше на місцевих базарах можна зустріти білі квіти, які продають разом з овочами. З квітки видаляють тичинки та маточку, після чого їх можна варити та смажити. Сирі квіти вживають як салат у Таїланді. Молоді стручки їдять так само як квасолю.
Селяни використовують листя для годування свійських тварин. У листях 36 % сирого протеїну та велика кількість вітаміну А. Дерева підрізають, коли вони досягають 1 метра заввишки. Широко використовується у народній медицині. З листя варять чай, перемелену кору вживають при гарячці, сік з квіток закапують в очі нібито для покращення гостроти зору.
Вирощують у садах через ефектні великі квіти.